# Netelia decorator
Netelia decorator är en stekelart som först beskrevs av André Seyrig 1927.  Netelia decorator ingår i släktet Netelia och familjen brokparasitsteklar. Inga underarter finns listade i Catalogue of Life.